# Michael Jacobs
Michael Jacobs, född 28 juni 1955, är en amerikansk dramatiker och tv-producent.

## Pjäser
- 1978 – Cheaters
  - 1989 – Snésprång, översättning av Monica Scheer (Lisebergsteatern)[3]
- 1984 – Getting Along Famously
- 2009 – Impressionism